# Pirssonite
La pirssonite est un minéral de la famille des carbonates. Elle est nommée d'après Louis Valentine Pirsson (1860-1919), pétrologue, minéralogiste et professeur de géologie physique à l'université Yale.

## Caractéristiques
La pirssonite est un carbonate de formule chimique Na2Ca(CO3)2·2H2O. Elle cristallise dans le système orthorhombique. Sa dureté sur l'échelle de Mohs est de 3 à 3,5.

## Classification
Selon la classification de Nickel-Strunz, la pirssonite appartient à "05.CB - Carbonates sans anions additionnels, avec H2O, avec des gros cations (carbonates alcalins et alcalinoterreux)" en association avec les minéraux suivants : thermonatrite, natron, trona, monohydrocalcite, ikaïte, gaylussite, chalconatronite, baylissite et tuliokite.

## Formation et gisements
Elle se trouve dans les environnements évaporitiques continentaux associée à la tychite, la northupite et à la gaylussite. On l'a trouvée aux États-Unis, en Ukraine, en Turquie, en Tanzanie, en Russie, en Namibie, en Égypte, en Tchéquie, en Chine et au Canada.